# Julio Montero Castillo
Julio Walter Montero Castillo (* 25. April 1944 in Montevideo) ist ein ehemaliger uruguayischer Fußballspieler.

## Vereinskarriere
Der 1,81 Meter große defensive Mittelfeldspieler mit dem Spitznamen El Mudo, der teilweise auch als Verteidiger zum Einsatz kam, begann seine Karriere 1964 bei Liverpool Montevideo. Zwei Jahre später wechselte er zum uruguayischen Spitzenklub Nacional Montevideo, zu dem er nach Zwischenstationen im Ausland beim argentinischen Verein Independiente (1973), sowie beim spanischen Vertreter FC Granada (1973–1975) auch am Ende seiner Karriere wieder zurückkehrte (1975–1978). Die Zeit bei Nacional, für die er insgesamt 459 Spiele absolvierte, war dabei die erfolgreichste seiner Laufbahn als Vereinsspieler. 
So konnte er mit seiner Mannschaft in diesen Jahren insgesamt sechs Landesmeistertitel erringen (1966, 1969, 1970, 1971, 1972 und 1977). Nachdem er mit seinen Mitspielern in den Jahren 1967 und 1969 noch jeweils im Finale gescheitert war, gelang im Jahr 1971 bei der dritten Endspiel-Teilnahme der Gewinn der Copa Libertadores und anschließend auch der Sieg im Finale um den Weltpokal. Ein Jahr später wurde zudem der Copa Interamericana dem Trophäenschrank seines Vereins hinzugefügt. In seiner Laufbahn kann er auf 68 Einsätze im Rahmen der Copa Libertadores zurückblicken, bei denen er fünf Tore erzielte.

## Nationalmannschaft
Montero Castillo war in 43 Länderspielen für sein Heimatland aktiv. Dabei traf er einmal ins gegnerische Tor.
Er nahm an den beiden Weltmeisterschaften 1970 und 1974 teil. Bei seinem ersten WM-Turnier erreichte er dabei mit Uruguay den vierten Platz. Bei der zweiten Teilnahme blieb der Erfolg jedoch aus. Vielmehr erhielt Montero Castillo in diesem Turnier sogar als einer der ersten Spieler bei einer Fußball-WM die kurz zuvor von der FIFA in ihrem Regelwerk eingeführte rote Karte. Einen Titelgewinn mit der Nationalmannschaft konnte er aber mit dem Sieg bei der Südamerikameisterschaft 1967 verbuchen.
Sein Sohn Paolo Montero war ebenfalls ein erfolgreicher Fußballspieler.

## Erfolge
- Südamerikameister 1967
- Weltpokal 1971
- Copa Libertadores 1971
- 6× Uruguayischer Meister (1966, 1969, 1970, 1971, 1972, 1977)